# 베스텔
베스텔(Vestel, Vestel Elektronik Sanayi ve Ticaret A.Ş. "베스텔 전자 산업 및 무역")은 전자 제품, 주요 가전 제품, 정보 기술을 전문으로 하는 18개 회사로 구성된 터키의 가정 및 전문 가전 제품 제조 회사이다. 베스텔의 본사와 생산 공장은 마니사에 있으며 회사의 모기업은 이스탄불에 기반을 둔 졸루 홀딩이다.
베스텔은 자회사 브랜드와 함께 소비자 전자 제품 및 가전 제품, 특히 TV 세트의 유럽 시장에서 상당한 점유율을 차지하고 있다. 2006년 기준으로 베스텔은 TV를 800만 대 이상 판매하여 유럽 시장의 4분의 1을 차지하는 유럽 최대의 TV 생산업체이다. 또한 백색 가전에 사용되는 Vestfrost와 북유럽 국가에서 판매되는 TV에 사용되는 Luxor라는 자회사 브랜드를 보유하고 있다. 2014년 스마트폰 시장에도 진출했다.